# 冲破火网
《冲破火网》是世嘉AM 2开发的1987年战斗飞行模拟类街机游戏。这时铃木裕最早设计的游戏之一。玩家使用专用摇杆（含飞行员座舱）操作F-14飞行。游戏发展出几部续作。

## 玩法
玩家在游戏中控制F-14雄猫喷气机，击败一系列敌机通过18道关卡。在游戏开始，玩家从名为“世嘉企业号”——和1986年电影《壮志凌云》中联邦星舰企业号名称类似的一艘航空母舰上出发。
喷射机本身带有机枪和有限的导弹。武器在通过数个关卡后会被其他飞机重新装满。飞机、火炮和导弹按钮届由飞行摇杆控制。
游戏有两种发行版本：标准的立式框体和可旋转驾驶舱版。在驾驶舱版中，座位可水平转动，驾驶舱可垂直转动。驾驶舱版还有两个内置于头顶的扬声器，其提供的优秀立体声效明显提升了游戏体验。

## 评价
《电脑游戏世界》称游戏机上的《冲破火网》是“第一个使用世嘉新4MB技术的游戏，增加的内存十分明显的强化了图形功能”。它称飞机描绘“非常精细”、景色“壮观”、爆炸效果描绘杰出。后来对电脑版的批评则相当严苛，给游戏打出1/5星，称其不如街机版。

## 影响

### 续作与相关游戏

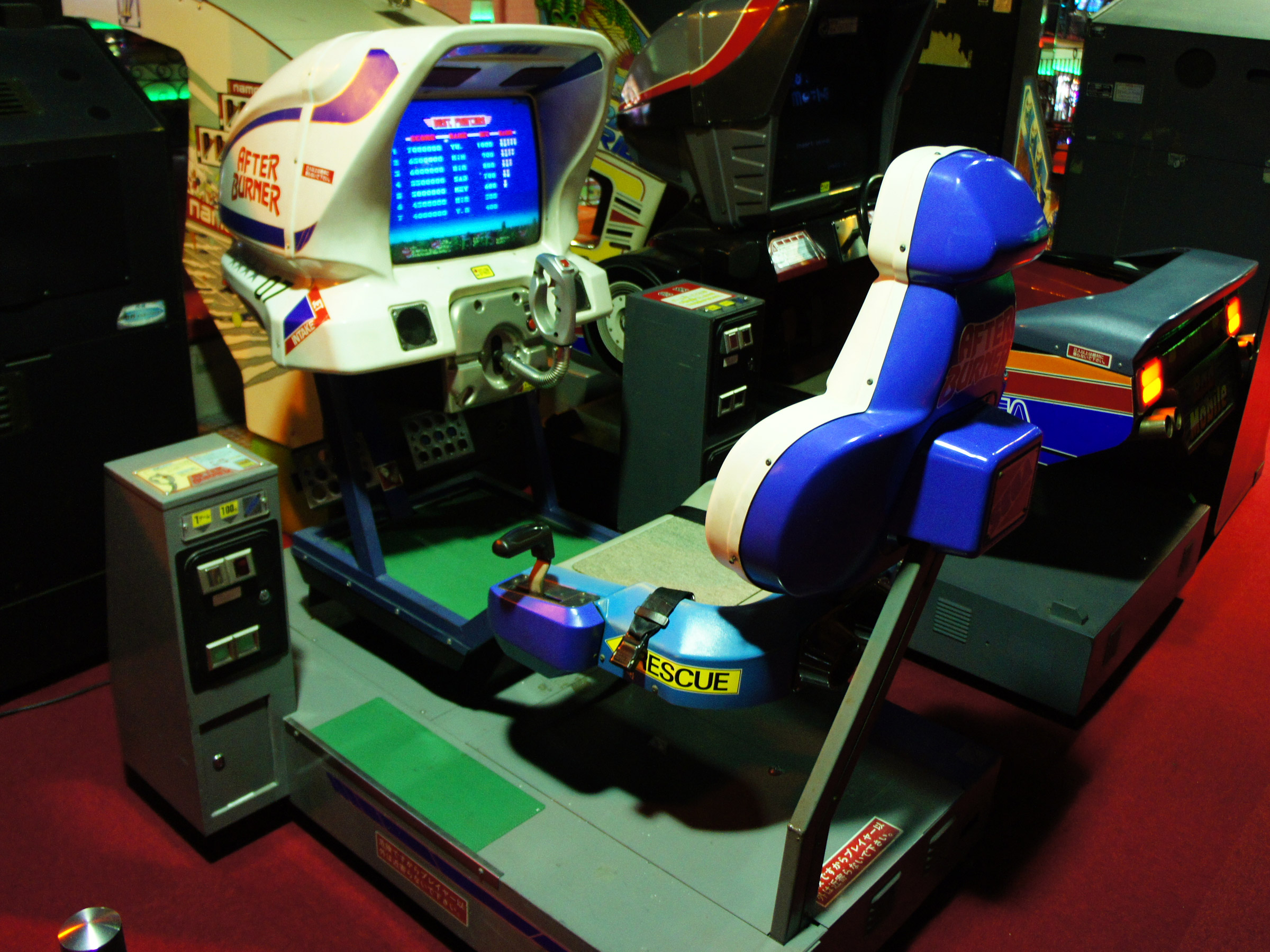
衝破火網的機台

《冲破火网》的续作是同年发售的《冲破火网II》。有媒体认为游戏更像是前作修正，而非一款全新游戏，后来世嘉的《银河之力》于《银河之力2》也重复此举。
虽然《冲破火网》品牌长时间销声匿迹，但是世嘉围绕F-14雄猫创作了一系列功能相似的空战游戏，它们经常也被视作系列的一部分。这些游戏有
- 《G-LOC 空战》及续作《捍卫铁鹰》（Strike Fighter）后来在日本重新冠名《冲破火网III》。
- 《铁翼雄风》（Sky Target）使用与原版相似的游戏性和呈现，但加入了3D图形
- 《世嘉攻击机》（Sega Strike Fighter）街机空战游戏，使用自由移动，类似的音乐，但主战机为F/A-18大黄蜂[8]。

2006年世嘉在Sega Lindbergh街機上发行新续作《冲破火网 巅峰》，这时自《冲破火网II》之后第一款冠以此品牌的街机游戏。游戏有大量游戏机和电脑系统移植版，PSP衍生作品《冲破火网 黑鹰》2007年发行。最新為2010年《冲破火网 巅峰》移植在PS3遊戲機上發售。
| DOS电脑           | Amstrad CPC  | Amiga                | 雅达利ST    |
| X68000            | FM Towns     | 康懋達64             | 紅白機註1   |
| 世嘉Master System | Super 32X註2 | 世嘉土星             | PC Engine   |
| MSX               | ZX Spectrum  | Game Boy Advance註3  | Windows电脑 |
| PlayStation 3     | Xbox         | PlayStation Portable |             |

註1：Tengen开发了未授权红白机移植

註2：Rutubo Games最終完成了Super 32X版的移植《冲破火网完全版》

註3：作为《世嘉街机收藏》4合辑游戏之一

### 出现于其他游戏
- 2009年世嘉发行《魔兵驚天錄》（Platinum Games开发）冲破火网的音乐作为重混出現在第8章《道路666》中[10]。
- 2012年竞速游戏《索尼克全明星赛车 变形》一个关卡基于《冲破火网》F-14雄猫亦是解锁角色AGES的飞行器[11]。